# Circolo Canottieri Napoli

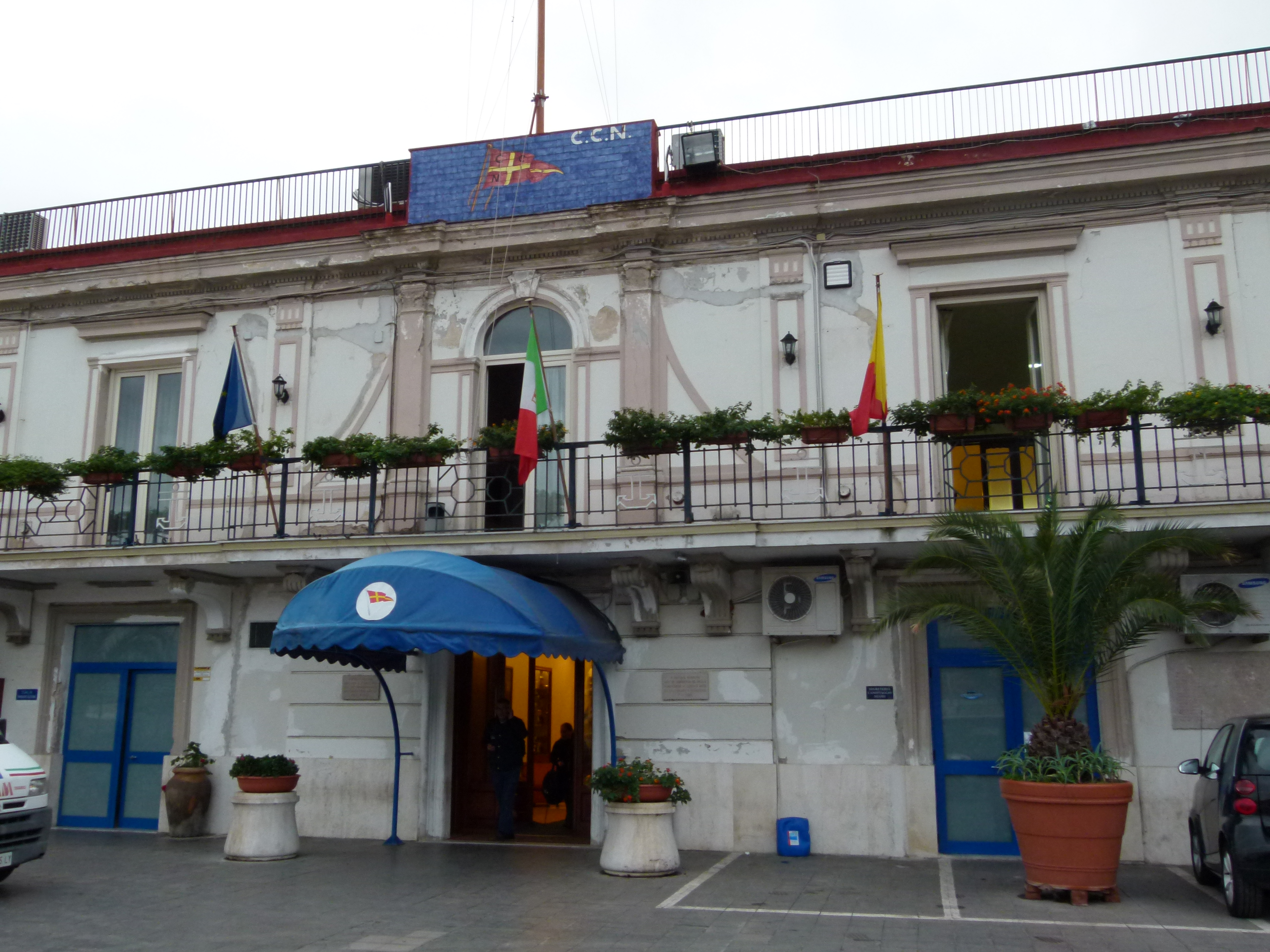
Circolo Canottieri, Nápoles

El Circolo Canottieri Napoli es un club polideportivo italiano con sede en la ciudad de Nápoles fundado en 1916.

## Actividades deportivas
Entre las actividades que se practican en el club están:
- Waterpolo
- Bridge
- Motos acuáticas
- Natación
- Salvamento
- Tenis
- Triatlón
- Vela

## Waterpolo

### Palmarés de waterpolo masculino
- 8 veces campeón del campeonato de Italia (1951, 1958, 1963, 1973, 1975, 1977, 1979, y 1990)[2]
- 1 vez campeón de la copa de Italia (1970)
- 1 vez campeón de la copa de Europa (1978)[3]